# Arnolfo II da Arsago
Arnolfo II da Arsago (Arsago Seprio, ... – Milano, 25 febbraio 1018) fu arcivescovo di Milano dal 998 al 1018.

## Biografia
Arnolfo II proveniva dalla nobile famiglia dei signori di Arsago Seprio. Suo padre fu Dagiberto da Arsago, mentre suo fratello Landolfo divenne nel 1003 vescovo di Brescia.
Uomo di grande cultura, Arnolfo II fu con tutta probabilità il committente dell'opera anonima d'epoca "De situ civitatis Mediolani", nella quale Milano viene descritta come una grande e prospera città; la sua influenza è ricordata nella dedica del proemio.
Nel 1001 si recò personalmente via nave a Costantinopoli con un sontuoso seguito per prelevare la principessa Zoe, promessa in moglie a Ottone III di Sassonia. In quell'occasione gli fu donato un serpente di bronzo che si credeva fosse quello tramutato in pietra da Mosè e che ancora oggi si trova nella Basilica di Sant'Ambrogio. Zoe era appena sbarcata a Bari quando Ottone III morì.
Alla morte di Ottone III (1002), che non lasciò eredi, si pose il problema della nomina di un re d'Italia. I vassalli di molti vescovi dell'Italia settentrionale, in rivolta contro i loro signori feudali, avevano trovato un loro campione in Arduino d'Ivrea, incoronato a Pavia già nel 1002.  Quando Enrico II il Santo venne incoronato re di Germania, nello stesso anno, molti vescovi italiani si rivolsero a lui ed egli scese in Italia nel 1004 accogliendo questo appello: al suo fianco, come consigliere, Enrico II aveva proprio l'arcivescovo Arnolfo II di Milano.
Durante lo scontro tra Arduino ed Enrico II (1004-1014), alla Chiesa milanese venne concessa la rocca di Arona (in cambio per avere ceduto al vescovo di Como, Everardo, egli pure alleato di Enrico II, Bellinzona e Locarno).  Arnolfo II e i suoi milites sconfissero i ribelli filo-arduinici ed ottennero un forte controllo sulla zona del Seprio, ottenendo il possesso anche temporale di numerosi castelli.
Nel 1008 Arnolfo entrò in contrasto con Alrico vescovo di Asti e con suo fratello Olderico, giungendo al punto di scomunicarlo e di raccogliere un esercito per apprestarsi ad assediare Asti. Vedendo la situazione quantomai problematica per il proprio episcopato, Alrico si presentò allora a piedi scalzi nella basilica di Sant'Ambrogio per ricevere il perdono da parte dell'arcivescovo milanese. Ad Alrico il perdono venne concesso, ma al fratello Olderico, macchiatosi di crimini più gravi, venne concesso solo dopo il pagamento di un'ingente multa alla Chiesa milanese.
In una sua lettera del 1016, Leone, vescovo di Vercelli, scrive ad Enrico II che può confidare nella presenza, accanto all'anziano arcivescovo Arnolfo, del clericus Heribertus, che aveva portato la Chiesa di Milano alla piena lealtà verso Enrico II: con ogni probabilità l'anima della lotta contro Arduino, conclusa poi con la vittoria di Enrico II, era stato il giovane Ariberto da Intimiano, che pochi anni più tardi sarebbe divenuto successore di Arnolfo II.
Secondo il cronista milanese Arnolfo, l'arcivescovo Arnolfo II fu il fondatore del Monastero di San Vittore al Corpo, nel quale venne sepolto. Durante il suo arcivescovado i resti di San Mona furono ritrovati nella chiesa di San Vitale presso San Nabore.
Arnolfo II morì a Milano il 25 febbraio 1018.